# Меркурий-Юпитер
«Меркурий-Юпитер» — подпрограмма американской космической программы «Меркурий», в рамках которой планировалось в 1959—1960 годах, используя баллистическую ракету средней дальности «Юпитер» осуществить суборбитальные пуски капсул «Меркурий». Всего было намечено две миссии — «Меркурий-Юпитер-1» (MJ-1) и «Меркурий-Юпитер-2» (MJ-2). 1 июля 1959 года, менее чем через год после начала проекта (октябрь 1958 года), подпрограмма была отменена из-за бюджетных ограничений.

## Предыстория

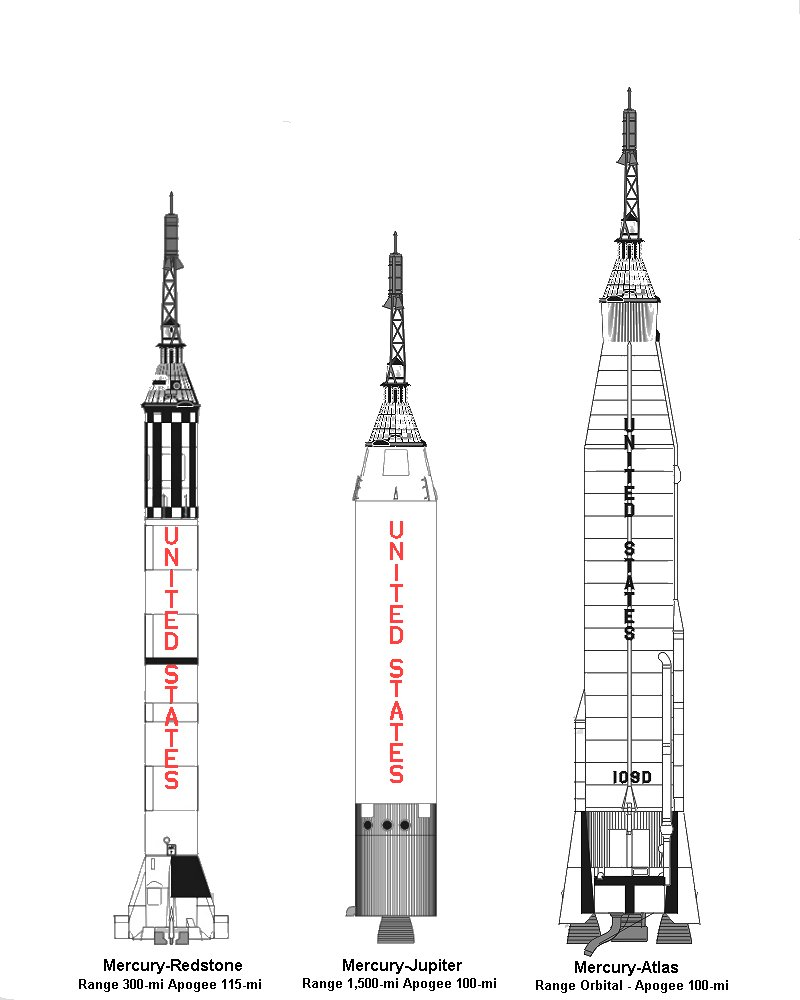
Слева направо: Редстоун, Юпитер и Атлас в сравнении.

В рамках этой подпрограммы ракета-носитель «Юпитер» была предложена НАСА для суборбитальных полётов в октябре 1958 года.
Ракета подходила требованиям НАСА, она была способна поднять капсулу-корабль Меркурий на высоту приблизительно 500 км в апогее, развить скорость около 14000 км/ч и с дальностью полёта 2500 км. Когда были осуществлены расчёты этапов выведения и возвращения, оказалось, что при входе капсулы в атмосферу со скоростью 10000 км/ч и торможении — астронавт будет испытывать перегрузки до 40 g, таким образом, ракета могла использоваться для полётов с человеком на борту только в недозаправленном виде, что при наличии более лёгкого и дешёвого носителя «Редстоун» было нерентабельно.
Пуски ракет «Юпитер» для испытаний капсулы «Меркурий», в январе 1959 года рассматривались как дополнение к полётам на ракетах-носителях «Редстоун» и «Атлас». Первый старт — «Меркурий-Юпитер-1» (MJ-1) предполагал испытания щита высокотемпературной защиты. Второй полёт «Меркурия-Юпитера», с шимпанзе на борту, планировался для создания максимального динамического напора, в целях квалификационных испытаний серийного космического корабля «Меркурий».

## Отмена полета[3]
- 6 октября 1958 года НАСА начинает переговоры о покупке РН «Юпитер» и «Редстоун» у Агентства по баллистическим ракетам Армии США (ABMA, сокр. англ. Army Ballistic Missile Agency).
- 2 декабря 1958 года НАСА ведет переговоры о стоимости РН «Юпитер» и «Редстоун».
- 16 января 1959 года НАСА заказывает 2 РН «Юпитер» и 8 — «Редстоун».
- 22 мая 1959 года НАСА подтверждает контракт HS-44 («Редстоун») и отказывается от HS-54 («Юпитер»).
- 1 июля 1959 года НАСА отказалось от РН «Юпитер» в пользу «Атласа», из-за высокой стоимости стартов — всего для 2-х стартов нужно было строить отдельную стартовую площадку.
- 8 июля 1959 года НАСА официально объявило об участии в программе «Меркурий» РН «Редстоун» и «Атлас».